# Стара Гута (Замойський повіт)
Стара Гута (пол. Stara Huta) — село в Польщі, у гміні Краснобруд Замойського повіту Люблінського воєводства.
Населення — 176 осіб (2011).
У 1975-1998 роках село належало до Замойського воєводства.

## Демографія
Демографічна структура станом на 31 березня 2011 року:
|          | Загалом | Допрацездатний вік | Працездатний вік | Постпрацездатний вік |
| -------- | ------- | ------------------ | ---------------- | -------------------- |
| Чоловіки | 92      | 22                 | 56               | 14                   |
| Жінки    | 84      | 14                 | 42               | 28                   |
| Разом    | 176     | 36                 | 98               | 42                   |